# Водосточная система
Водосточная система — это совокупность различных элементов, которые устанавливаются согласно определенной последовательности на кровле и фасаде здания. Водосточная система предназначена для защиты кровли, фасада и фундамента здания от негативного воздействия атмосферных осадков. При помощи водосточной системы осуществляется наружный водоотвод атмосферных осадков с кровли здания путём сбора воды в одну воронку и вывода её к месту стока.

## Комплектующие
Водосточная система состоит из следующих элементов:
- Водосточный жёлоб — неширокий канал, который обеспечивает необходимое направление воды, стекающей с крыши зданий.

Предназначение водосточного жёлоба:
1. обеспечение надежной защиты фундамента,
2. предотвращения размывания грунта под зданием,
3. предотвращение или уменьшения попадания влаги в подвал здания, предотвращение повреждения декоративного облика фасада здания.

- Водосточная труба — составной элемент водосточной системы, имеющий вертикальное крепление. Водосточная труба представляет собой сборную конструкцию, состоящую из нескольких звеньев и дополнительных элементов. Водосточная труба предназначена для обеспечения надежного и эффективного отвода воды с кровли здания.
- Водосточный слив (Воронка) — элемент водосточной системы, предназначенный для направления  воды с жёлоба в трубу.
- Поворот жёлоба — направляют поток.
- Соединитель труб — это вспомогательный компонент водосточной системы, который является дополнительным элементом водосточной трубы или жёлоба.

Соединитель труб необходим для:
1. соединения водосточных труб,
2. увеличения длины водосточной трубы,
3. соединения водосточной трубы с отводом (водосточным коленом).

- Держатель жёлоба (кронштейн) — держатель водосточной системы, предназначенный для крепления водосточного жёлоба к кровельной конструкции. Различаются короткий и длинный держатель жёлоба водосточной системы. Короткий держатель жёлоба водосточной системы предназначен для крепления элементов водосточной системы к кровельной конструкции и создания вспомогательной поддержки геометрических параметров горизонтальной конструкции водосточной системы. Длинный держатель жёлоба водосточной системы является силовой конструкцией, предназначенной для обеспечения геометрических параметров и задания необходимого уклона водосточной системы в целом.
- Заглушка жёлоба — элемент водосточной системы, предназначенный для глушения торцов жёлоба. Могут быть правосторонними, левосторонними и универсальными, а также предназначенными для водосточных систем прямоугольного или круглого сечения.
- Хомут для водосточных труб — элемент крепления водосточной системы, представляющий собой небольшое кольцо со штырем, который монтируется в стену здания. Хомут для водосточных труб предназначен для обеспечения надежной установки вертикальных элементов водосточной системы. Обеспечивает правильную фиксацию стояка водосточной системы, не допуская его отклонения в стороны под воздействием различных силовых нагрузок, в том числе ветровых.
- Тройники — элемент водосточной системы, предназначенные для развода водосточных труб.
- Обводы — элемент водосточной системы, являющаяся разновидностью универсального колена. Обвод водосточной системы предназначен для обхода водосточной системы различных декоративных и архитектурных элементов фасада здания.

- Водосборные воронки — это элемент водосточной системы, предназначенный для сбора талых вод и дождевой воды в стояк.
- Решётка-листеуловитель (паук, защитная сетка) — элемент водосточной системы, который устанавливается в воронку для предотвращения попадания листвы, мелких веток, хвои и строительного мусора в трубы водосточной системы.
- Наконечник — самый нижний элемент водосточной системы. Он имеет отвод, меняющий направление стока воды от стены здания вперёд.

## Монтаж
Монтаж водосточной системы осуществляется следующим образом:
1. Производится крепление кронштейнов водосточной системы под уклоном, чтобы вода могла направится в сторону воронки. Первыми монтируются крайние кронштейны, с разницей по высоте. Затем отмеряется шаг - расстояние между креплением.
2. Производится установка горизонтальных элементов водосточной системы (сливы, желоба). В определенных участках крепятся заглушки для предотвращения выхода воды в непредназначенных для этого местах. Все элементы жёлоба крепятся предназначенными для данных целей переходниками. В окончании конструкции устанавливается слив.
3. Производится установка вертикальных компонентов водосточной системы (труб). Они крепятся к стене здания при помощи специальных держателей и хомутов. Вертикальные элементы водосточной системы следует монтировать сверху вниз.
4. Производится установка дренажной системы.

Монтаж водосточной системы следует производить после завершения фасадных работ, но при этом возможно как до монтажа кровельного покрытия, так и после него. Зависит от выбора кронштейнов.

## Классификация
По способу организации системы водостока водосточные системы подразделяют на три основных вида:
- неорганизованная водосточная система,
- организованная внутренняя водосточная система,
- наружная организованная система водостока.

Первый способ (неорганизованная водосточная система) подразумевает стекание воды с крыши здания непосредственно на землю. Используется данная система только лишь для небольших строений, имеющих односкатную крышу.
Второй способ (организованная внутренняя водосточная система) — применяется чаще всего в многоэтажных сооружениях. При таком способе системы отвода воды устанавливаются таким образом, что они располагаются внутри, на небольшом расстоянии от наружных стен.
Третий способ (организованная наружная водосточная система) является наиболее распространенным. Этот способ предусматривает отвод дождевой воды и с кровли к водосточным трубам, расположенным снаружи здания.
По форме сечения трубы водосточные системы подразделяются на:
- Водосточные системы круглого сечения.
- Водосточные системы прямоугольного сечения.

По диаметру жёлоба. В зависимости от площади сбора и расположения сливной трубы применяются желоба раздичных диаметров 100-150 мм.
По материалам изготовления водосточные системы различаются на:
- Металлические. Материалом для изготовления таких водосточных систем служит оцинкованная сталь или медь с полимерным покрытием или без него.
- Пластиковые. Материалом для таких водосточных систем служит ПВХ